# HEW Cyclassics 1997
La 2e édition de la HEW Cyclassics a eu lieu le 8 avril 1997. L'Allemand Jan Ullrich (Deutsche Telekom) s'est imposé en solitaire devant Wilfried Peeters et Jens Heppner.

## Classement final
|    | Coureur           | Pays      | Équipe                 | Temps           |
| -- | ----------------- | --------- | ---------------------- | --------------- |
| 1  | Jan Ullrich       | Allemagne | Deutsche Telekom       | 4 h 10 min 04 s |
| 2  | Wilfried Peeters  | Belgique  | Mapei-GB               | à 7 s           |
| 3  | Jens Heppner      | Allemagne | Deutsche Telekom       | à 9 s           |
| 4  | Michael Rich      | Allemagne | Saeco                  | à 4 min 24 s    |
| 5  | Mario Kummer      | Allemagne | Deutsche Telekom       | à 4 min 32 s    |
| 6  | Sascha Henrix     | Allemagne | PSV Köln               | à 4 min 43 s    |
| 7  | Andreas Klöden    | Allemagne | Deutsche Telekom       | m.t.            |
| 8  | Ludo Dierckxsens  | Belgique  | Tönissteiner-Colnago   | m.t.            |
| 9  | Jörn Reuss        | Allemagne | Agro-Adler Brandenburg | m.t.            |
| 10 | Ralf Schöllhammer | Allemagne |                        | m.t.            |